# Skjold å
Skjold å är ett vattendrag i Danmark.   Det ligger i Hedensted kommun i Region Mittjylland, i den centrala delen av landet, 160 km väster om Köpenhamn.
Ån har sin källa strax norr om Bjerre och flyter österut. Den mynnar i Rårup å som i sin tur efter cirka 500 meter mynnar i As Vig.